# Fred Andrew Seaton
Pour les articles homonymes, voir Seaton.
Fred Andrew Seaton, né le 11 décembre 1909 à Washington (district de Columbia) et mort le 16 janvier 1974 à Minneapolis (Minnesota), est un journaliste et homme politique américain. Membre du Parti républicain, il est sénateur du Nebraska entre 1951 et 1952 puis secrétaire à l'Intérieur entre 1956 et 1961 dans l'administration du président Dwight D. Eisenhower.

## Biographie
Fred Andrew Seaton est né à Washington DC, mais déménage à l’âge de six ans à Manhattan dans le Kansas. Il est diplômé de l'université d'État du Kansas en 1931, et commence une carrière dans le journalisme. Il devient wire news editor du Manhattan Morning Chronicle en 1931, puis rédacteur en chef charge des affaires locale du Manhattan Mercury en 1933 et rédacteur adjoint des éditions Seaton. En 1937, il déménage à Hastings dans le Nebraska et devient éditeur du Daily Tribune et président de l’entreprise de son père.
Le 10 décembre 1951, il est nommé sénateur du Nebraska par le gouverneur Val Peterson.
Il a servi à plusieurs postes dans l’administration Eisenhower, et est nommé secrétaire à l'Intérieur en 1956.
Fred Andrew Seaton meurt à Minneapolis dans le Minnesota le 16 janvier 1974. Il est enterré au Parkview Cemetery à Hastings, Nebraska.